# Мімі Кодхелі
Мімі Кодхелі (алб. Mimi Kodheli, нар. 11 вересня 1964, Тирана) — Міністр оборони Албанії в уряді Еді Рама. Перша жінка, що призначена на дану посаду.
Призначена на посаду Міністра оборони 15 вересня 2013 року, замінивши на цій посаді Арбена Імамі.

## Освіта
У 1986 році закінчила економічний факультет Університету Тирани за спеціальністю фінанси.
Має диплом магістра державного управління Університету Небраски-Лінкольна (Небраска, США) у співпраці з Університетом Тирани у 2000 році.
Закінчила докторантуру в Університеті Верони (Італія) у співпраці з Університетом Тирани (економічний факультет) у 2007 році.
Вільно володіє англійською та італійською мовами, також знає французьку та іспанську.

## Політична кар'єра
Розпочала політичну кар'єру у 2002 році, коли її обрали заступником мера міста Тирана.
У 2009 році обрана членом Парламенту де займала позицію заступника керівника комітету економіки та фінансів.
З 2007 року входить до складу президії Соціалістичної партії.

## Сімейний стан
Одружена. Разом з чоловіком Лека виховують сина Мікеля.